# Seznam 100 nejlepších univerzit v Evropě
Toto je seznam sta nejkvalitnějších univerzit v Evropě podle organizace Quacquarelli Symonds. Tato společnost aktualizuje své žebříčky kvality každoročně pod názvem QS World University Rankings. Do evropského žebříčku QS nezahrnuje Rusko, ale zahrnuje tam Turecko. V evropském žebříčku z roku 2025 je jedna česká univerzita, Univerzita Karlova v Praze. Dvě další se umístily ve druhé stovce, Masarykova univerzita v Brně na 143. místě a České vysoké učení technické v Praze na 177. místě. V žebříčku z toho roku jsou univerzity ze 17 evropských zemí. Nejvíce zástupců má Spojené království (31), jehož univerzity okupují takřka třetinu žebříčku, navíc je sedm britských univerzit v první desítce. Následují Německo (16), Nizozemsko (10), Švýcarsko (6), Švédsko (6), Španělsko (5), Francie (4), Itálie (4), Belgie (4), Dánsko (3), Irsko (3), Finsko (2), Norsko (2), Rakousko (1), Česko (1), Portugalsko (1) a Polsko (1). 61 univerzit v žebříčku se nachází v Evropské unii, avšak jen jedna v první desítce.

## Evropský žebříček 2025
| Pořadí | Univerzita                                            | Země        | EU + pořadí mezi univerzitami v EU |
| ------ | ----------------------------------------------------- | ----------- | ---------------------------------- |
| 1.     | Spolková vysoká technická škola v Curychu             | Švýcarsko   |                                    |
| 2.     | Imperial College London                               | Británie    |                                    |
| 3.     | Oxfordská univerzita                                  | Británie    |                                    |
| 4.     | Univerzita v Cambridgi                                | Británie    |                                    |
| 5.     | University College London                             | Británie    |                                    |
| 6.     | Edinburská univerzita                                 | Británie    |                                    |
| 7.     | Manchesterská univerzita                              | Británie    |                                    |
| 8.     | King's College London                                 | Británie    |                                    |
| 9.     | Univerzita Paris sciences et lettres                  | Francie     | 1.                                 |
| 10.    | Švýcarský federální technologický institut v Lausanne | Švýcarsko   |                                    |
| 11.    | Technická univerzita Mnichov                          | Německo     | 2.                                 |
| 12.    | London School of Economics                            | Británie    |                                    |
| 13.    | Lundská univerzita                                    | Švédsko     | 3.                                 |
| 14.    | Bristolská univerzita                                 | Británie    |                                    |
| 15.    | Technická univerzita v Delftu                         | Nizozemsko  | 4.                                 |
| 16.    | Glasgowská univerzita                                 | Británie    |                                    |
| 17.    | Amsterdamská univerzita                               | Nizozemsko  | 5.                                 |
| 18.    | Univerzita Heidelberg                                 | Německo     | 6.                                 |
| =      | Univerzita v Birminghamu                              | Británie    |                                    |
| 20.    | Univerzita v Leedsu                                   | Británie    |                                    |
| 21.    | Mnichovská univerzita                                 | Německo     | 7.                                 |
| 22.    | Univerzita ve Warwicku                                | Británie    |                                    |
| 23.    | Institut polytechnique de Paris                       | Francie     | 8.                                 |
| 24.    | Nottinghamská univerzita                              | Británie    |                                    |
| 25.    | Uppsalská univerzita                                  | Švédsko     | 9.                                 |
| 26.    | Dublinská univerzita                                  | Irsko       | 10.                                |
| 27.    | Královský technický institut                          | Švédsko     | 11.                                |
| =      | Katholieke Universiteit Leuven                        | Belgie      | 12.                                |
| 29.    | Univerzita v Sheffieldu                               | Británie    |                                    |
| 30.    | Univerzita Paris-Saclay                               | Francie     | 13.                                |
| 31.    | Sorbonne Université                                   | Francie     | 14.                                |
| 32.    | Durhamská univerzita                                  | Británie    |                                    |
| 33.    | Kodaňská univerzita                                   | Dánsko      | 15.                                |
| 34.    | Univerzita v Southamptonu                             | Británie    |                                    |
| 35.    | Univerzita v Newcastlu                                | Británie    |                                    |
| 36.    | Curyšská univerzita                                   | Švýcarsko   |                                    |
| 37.    | Univerzita v St Andrews                               | Británie    |                                    |
| 38.    | Milánská polytechnika                                 | Itálie      | 16.                                |
| =      | Queen Mary University of London                       | Británie    |                                    |
| 40.    | Univerzita v Utrechtu                                 | Nizozemsko  | 17.                                |
| 41.    | Aaltova univerzita                                    | Finsko      | 18.                                |
| 42.    | Vídeňská univerzita                                   | Rakousko    | 19.                                |
| 43.    | Svobodná univerzita Berlín                            | Německo     | 20.                                |
| 44.    | Stockholmská univerzita                               | Švédsko     | 21.                                |
| =      | Technická univerzita Berlín                           | Německo     | 22.                                |
| 46.    | Helsinská univerzita                                  | Finsko      | 23.                                |
| 47.    | Gentská univerzita                                    | Belgie      | 24.                                |
| 48.    | Boloňská univerzita                                   | Itálie      | 25.                                |
| 49.    | Univerzita v Exeteru                                  | Británie    |                                    |
| =      | University of Liverpool                               | Británie    |                                    |
| 51.    | University College Dublin                             | Irsko       | 26.                                |
| 52.    | Univerzita v Leidenu                                  | Nizozemsko  | 27.                                |
| 53.    | Aarhuská univerzita                                   | Dánsko      | 28.                                |
| =      | Barcelonská univerzita                                | Španělsko   | 29.                                |
| =      | Ženevská univerzita                                   | Švýcarsko   |                                    |
| =      | Rijksuniversiteit Groningen                           | Nizozemsko  | 30.                                |
| =      | Wageningen University & Research                      | Nizozemsko  | 31.                                |
| 58.    | Porýnsko-Vestfálská technická univerzita v Cáchách    | Německo     | 32.                                |
| 59.    | Technologický institut v Karlsruhe                    | Německo     | 33.                                |
| 60.    | Univerzita Cardiff                                    | Británie    |                                    |
| 61.    | Universidad Complutense de Madrid                     | Španělsko   | 34.                                |
| 62.    | Univerzita v Bathu                                    | Británie    |                                    |
| 63.    | Lancaster University                                  | Británie    |                                    |
| 64.    | Univerzita v Oslu                                     | Norsko      |                                    |
| 65.    | Erasmova univerzita v Rotterdamu                      | Nizozemsko  | 35.                                |
| 66.    | Univerzita La Sapienza                                | Itálie      | 36.                                |
| =      | Autonomní univerzita v Barceloně                      | Španělsko   | 37.                                |
| 68.    | Humboldtova univerzita                                | Německo     | 38.                                |
| 69.    | Dánská technická univerzita                           | Dánsko      | 39.                                |
| 70.    | Univerzita v Yorku                                    | Británie    |                                    |
| 71.    | Univerzita v Göteborgu                                | Švédsko     | 40.                                |
| 72.    | Autonomní univerzita v Madridu                        | Španělsko   | 41.                                |
| 73.    | Queen's University Belfast                            | Británie    |                                    |
| =      | Univerzita v Readingu                                 | Británie    |                                    |
| 75.    | Université catholique de Louvain                      | Belgie      | 42.                                |
| 76.    | Freiburská univerzita (Německo)                       | Německo     | 43.                                |
| 77.    | Univerzita v Bonnu                                    | Německo     | 44.                                |
| 78.    | Chalmersova technická univerzita                      | Švédsko     | 45.                                |
| 79.    | Univerzita Karlova                                    | Česko       | 46.                                |
| 80.    | Univerzita v Basileji                                 | Švýcarsko   |                                    |
| 81.    | Hamburská univerzita                                  | Německo     | 47.                                |
| 82.    | Univerzita Georga Augusta v Göttingenu                | Německo     | 48.                                |
| 83.    | Vrije Universiteit Amsterdam                          | Nizozemsko  | 49.                                |
| 84.    | Univerzita Tübingen                                   | Německo     | 50.                                |
| =      | Loughborough University                               | Británie    |                                    |
| =      | Bernská univerzita                                    | Švýcarsko   |                                    |
| 87.    | Padovská univerzita                                   | Itálie      | 51.                                |
| 88.    | Technická univerzita v Eindhovenu                     | Nizozemsko  | 52.                                |
| 89.    | Maastrichtská univerzita                              | Nizozemsko  | 53.                                |
| 90.    | Univerzita v Aberdeenu                                | Británie    |                                    |
| 91.    | Navarrská univerzita                                  | Španělsko   | 54.                                |
| 92.    | Univerzita v Lisabonu                                 | Portugalsko | 55.                                |
| 93.    | Technická univerzita v Drážďanech                     | Německo     | 56.                                |
| 94.    | Université Libre de Bruxelles                         | Belgie      | 57.                                |
| 95.    | Norská univerzita vědy a technologie                  | Norsko      |                                    |
| 96.    | Varšavská univerzita                                  | Polsko      | 58.                                |
| 97.    | Univerzita ve Swansea                                 | Británie    |                                    |
| 98.    | Univerzita Johanna Wolfganga Goetheho Frankfurt       | Německo     | 59.                                |
| =      | Univerzita v Galwayi                                  | Irsko       | 60.                                |
| 100.   | Kolínská univerzita                                   | Německo     | 61.                                |